# Kent Carlsson
Kent Carlsson (Eskilstuna, 3 januari 1968) is een voormalig professioneel tennisser uit Zweden. Hij won negen ATP-titels gedurende zijn carrière en behaalde als junior de titel op het grandslamtoernooi van Roland Garros (1984). Aanhoudende knieproblemen maakten een voortijdig einde aan zijn loopbaan.

## Palmares

#### Enkelspel
| Legenda                       | Legenda               |
| ----------------------------- | --------------------- |
| Grand Slam                    |                       |
| Olympische Spelen             |                       |
| tot 2009                      | vanaf 2009            |
| Tennis Masters Cup            | ATP Finals            |
| ATP Masters Series            | ATP Tour Masters 1000 |
| ATP International Series Gold | ATP Tour 500          |
| ATP International Series      | ATP Tour 250          |

| Nr.              | Datum             | Toernooi      | Ondergrond | Tegenstander in finale | Score                   | Details |
| ---------------- | ----------------- | ------------- | ---------- | ---------------------- | ----------------------- | ------- |
| Gewonnen finales |                   |               |            |                        |                         |         |
| 1.               | 7 april 1986      | Bari          | Gravel     | Horacio de la Peña     | 7-5, 6-7, 7-5           | Details |
| 2.               | 22 september 1986 | Barcelona     | Gravel     | Andreas Maurer         | 6-2, 6-2, 6-0           | Details |
| 3.               | 13 april 1987     | Nice          | Gravel     | Emilio Sánchez         | 7-6(9), 6-3             | Details |
| 4.               | 8 juni 1987       | Bologna       | Gravel     | Emilio Sánchez         | 6-2, 6-1                | Details |
| 5.               | 11 april 1988     | Madrid        | Gravel     | Fernando Luna          | 6-2, 6-1                | Details |
| 6.               | 25 april 1988     | Hamburg       | Gravel     | Henri Leconte          | 6-2, 6-1, 6-4           | Details |
| 7.               | 1 augustus 1988   | Kitzbühel     | Gravel     | Emilio Sánchez         | 6-1, 6-1, 4-6, 4-6, 6-3 | Details |
| 8.               | 8 augustus 1988   | Saint-Vincent | Gravel     | Thierry Champion       | 6-0, 6-2                | Details |
| 9.               | 12 september 1988 | Barcelona     | Gravel     | Thomas Muster          | 6-3, 6-3, 3-6, 6-1      | Details |
| Verloren finales |                   |               |            |                        |                         |         |
| 1.               | 22 juli 1985      | Hilversum     | Gravel     | Ricki Osterthun        | 6-4, 6-4, 2-6, 4-6, 3-6 | Details |
| 2.               | 28 april 1986     | Madrid        | Gravel     | Joakim Nyström         | 1-6, 1-6                | Details |
| 3.               | 7 juli 1986       | Bordeaux      | Gravel     | Paolo Canè             | 4-6, 6-1, 5-7           | Details |
| 4.               | 6 juli 1987       | Hilversum     | Gravel     | Mats Wilander          | 6-7(5), 1-6             | Details |
| 5.               | 13 juli 1987      | Indianapolis  | Gravel     | Mats Wilander          | 5-7, 3-6                | Details |
| 6.               | 19 september 1988 | Genève        | Gravel     | Marián Vajda           | 4-6, 4-6                | Details |
| 7.               | 26 september 1988 | Palermo       | Gravel     | Mats Wilander          | 1-6, 6-3, 4-6           | Details |
| 8.               | 10 april 1989     | Athene        | Gravel     | Ronald Agénor          | 3-6, 4-6                | Details |

## Prestatietabel
| Legenda | Legenda                          |
| ------- | -------------------------------- |
| g.t.    | geen toernooi gehouden           |
| l.c.    | lagere categorie                 |
| –       | niet deelgenomen                 |
| G       | uitgeschakeld in de groepsfase   |
| 1R      | uitgeschakeld in de eerste ronde |
| 2R      | uitgeschakeld in de tweede ronde |
| 3R      | uitgeschakeld in de derde ronde  |
| 4R      | uitgeschakeld in de vierde ronde |
| KF      | uitgeschakeld in de kwartfinale  |
| HF      | uitgeschakeld in de halve finale |
| F       | de finale verloren               |
| W       | het toernooi gewonnen            |
| w-v     | winst/verlies-balans             |

### Enkelspel
| Toernooi        | 1984 | 1985 | 1986 | 1987 | 1988 |
| --------------- | ---- | ---- | ---- | ---- | ---- |
| Australian Open | —    | —    | g.t. | —    | —    |
| Roland Garros   | 3R   | 2R   | 3R   | 4R   | 4R   |
| Wimbledon       | —    | —    | —    | —    | —    |
| US Open         | —    | —    | 1R   | —    | —    |